# Списак места Светске баштине у Америци
Ово је списак места Светске баштине УНЕСКОа у Северној Америци, Јужној Америци и Карибима:

## Аргентина
- Куева да лас манос, Рио пинтурас
- Национални парк Игуасу
- Национални паркови Ишигваласто / Талампаја
- Језуитска четврт и естанције код Кордобе
- Национални парк Лос Гласијарес
- Полуострво Валдез
- Кебрада де Умавака
- Језуитске мисије Сан Игнасио Мини

## Аргентина/Бразил
- Језуитске мисије у Гварани

## Барбадос
- Историјски Бриџтаун и гарнизон

## Белизе
- Систем коралних спрудова у Белизеу

## Бермуда
- Историјски град Сент Џорџ и његова утврђења

## Боливија
- Град Потоси
- Фуерте де Самаипата
- Историјски град Сукре
- Језуитске мисије Чикитос
- Национални парк Ноел Кемпф Меркадо
- Тиванаку: духовни и политички центар истоимене културе

## Бразил
- Резерват југоисточне атлантске шуме
- Бразилија
- Бразилска острва у Атлантику: Фернандо ди Нороња и Атол дас Рокас
- Заштићене области церада: Национални парк Чапада дос Веадеирос и Национални парк Емас
- Шумски резерват обале Атлантика
- Историјски центар Сао Луиса
- Историјско језгро Салвадора у Баији
- Историјско језгро града Дијамантине
- Историјски центар града Гојаш
- Историјско језгро града Олинде
- Историјски град Оуро Прето
- Национални парк Игуасу
- Врх Жарагва
- Заштићено подручје Пантанал
- Базилика Бом Хезус у Конгоњасу
- Национални парк Сера да Капивара
- Трг Сан Франциско у граду Сан Кристован
- Рио де Жанеиро: Кариока крајолици између планина и мора

## Венецуела
- Национални парк Канаима
- Универзитетски град Каракаса
- Коро и његова лука

## Гватемала
- Стара Гватемала
- Археолошки парк и рушевине Квиригва
- Национални парк Тикал

## Гренланд(Данска)
- Ледени фјорд Илулисат

## Доминика
- Национални парк Морн Троа Питон

## Доминиканска Република
- Колонијални град Санто Доминго

## Еквадор
- Град Кито
- Острва Галапагос
- Историјски центар Санта Ана де лос Ријакутеос де Куенка
- Национални парк Сангај

## Салвадор
- Археолошко налазиште Хоја де Серен

## Канада
- Национални паркови канадских Стеновитих планина
- Провинцијски парк диносауруса
- Национални парк Гро Морн
- Литица за лов на бизоне Хед смешт ин
- Историјски део града Квебек
- Клуејн/Врангел-Сент Елијас/Глејшер беј/Татшеншини-Алсек (дели са САД)
- Ланс о Медоуз
- Провинцијски парк Мигуаша
- Национални парк Нахани
- Стари град Линенбург
- Национални парк Гваи Ханас са локацијом Хаида
- Мешународни парк мира Вотертон-Глејшер (дели са САД)
- Национални парк Вуд Бафало

## Колумбија
- Историјски центар града Санта Круз де Мопокс
- Национални парк Лос Каитос
- Археолошки парк Тјерадентро
- Лука, утврђења и споменици у Картахени
- Археолошки парк Сан Агустин
- Троугао Кафе

## Костарика
- Заштићено подручје Гванакасте
- Национални парк Кокосовог острва
- Национални парк Ла Амистад (делом у Панами)

## Куба
- Национални парк Алехандро де Хумболт
- Археолошки пејзаж првих плантажа кафе на југоистоку Кубе
- Национални парк Десембарко дел Гранма
- Стара Хавана и њена утврђења
- Замак Сан Педро де ла Рока (Сантијаго де Куба)
- Тринидад и долина Лос инхениос
- Историјски центар града Сјенфуегос
- Долина Вињалес

## Мексико
- Древни град цивилизације Маја Калакмул у држави Кампече
- Археолошки споменици налазишта Хочикалко
- Археолошка зона Пакиме, Казас Грандес у држави Чивава
- Манастири из 16. века на падинама вулкана Попокатепетл
- Историјски центар Мексика и Хочимилко
- Историјски центар града Морелија
- Историјски центар града Оахака, и археолошко налазиште Монте Албан
- Историјски центар града Пуебла
- Историјски центар града Закатекас
- Историјски утврђени град Кампече
- Зона историјских споменика у Сантијаго де Керетару
- Зона историјских споменика у Тлакоталпану
- Историјски град Гванахуато и рудници у околини
- Институт за културу Кабањас, Гвадалахара
- Острва и заштићене морске области у Кортезовом мору
- Кућа и атеље Луис Барагана
- Прехиспански град Ел Тајин
- Прехиспански град и национални парк Паленке
- Прехиспански град Чичен Ица
- Прехиспански град Теотивакан
- Прехиспански град Усмал
- Цртежи на стенама у Сијера де Сан Франсиско
- Сиан Каан, резерват биосфере
- Станиште китова Ел Визкаино
- Фрањевачке мисије у Сијера Горда код Керетара
- Краљевски пут унутрашње земље
- Преисторијске пећине Јагул и Митла у централној долини Оахаке

## Никарагва
- Рушевине Старог Леона
- Катедрала у Леону

## Панама
- Наионални парк Коиба
- Национални парк Даријен
- Национални парк Ла Амистад (делом у Костарики)
- Утврђења на карипској обали Панаме: Портобело-Сан Лоренцо
- Историјске зоне града Панаме, са Салоном Боливар

## Парагвај
- Језуитске мисије Ла Сантисима Тринидад де Парана и Хезус де Таварангве

## Перу
- Археолошка зона Чан Чан
- Чавин (археолошко налазиште)
- Град Куско
- Историјски центар Лиме
- Историјско светилиште Мачу Пикчу
- Историјски центар града Арекипа
- Национални парк Хуаскаран
- Линије и цртежи у месту Наска и Пампас де Хумана
- Национални парк Ману
- Национални парк Рио Абисео

## Порторико
- Стан гувернера Ла Форталеза
- Ел Моро - утврђење из шпанског колонијалног доба
- Сан Хуан

## Света Луција
- Заштићена област вулкана Питони

## Суринам
- Резерват природе централног Суринама
- Историјски део града Парамарибо

## Сједињене Америчке Државе
- Хумке у Каокији
- Национални парк Карлзбадске пећине
- Историјски парк Чако културе
- Национални парк Еверглејдс
- Национални парк Велики кањон Колорада
- Национални парк Грејт Смоуки
- Национални парк Хавајски вулкани
- Дворана независности у Филаделфији
- Клуејн/Врангел-Сент Елијас/Глејшер беј/Татшеншини-Алсек (дели са Канадом)
- Национални парк Мамутска пећина
- Национални парк Меса Верде
- Монтичело и Универзитет Вирџиније у Шарлотсвилу
- Национални парк Олимпик
- Таос Пуебло
- Национални парк Редвуд
- Статуа слободе
- Међународни парк мира Вотертон-Глејшер (Канада-САД)
- Јелоустоун
- Национални парк Јосемити
- Папаханаумокуакеа

## Уругвај
- Историјски део града Колонија дел Сакраменто

## Хаити
- Национални историјски парк Хаитија
- Цитадела Лаферијер
- Рушевине палате Сан Суси
- Рамијер

## Холандски Антили
- Историјска зона града Вилемстад, унутрашњи град и лука, Курасао, Холандски Антили

## Хондурас
- Град цивилизације Маја Копан
- Резерват биосфере Рио Платано

## Чиле
- Цркве на острву Чилое
- Национални парк Рапа Нуи на Ускршњем острву
- Историјске четврти града Валпараисо
- Фабрике шалитре Хамберстоун и Санта Лаура